# Breakdance

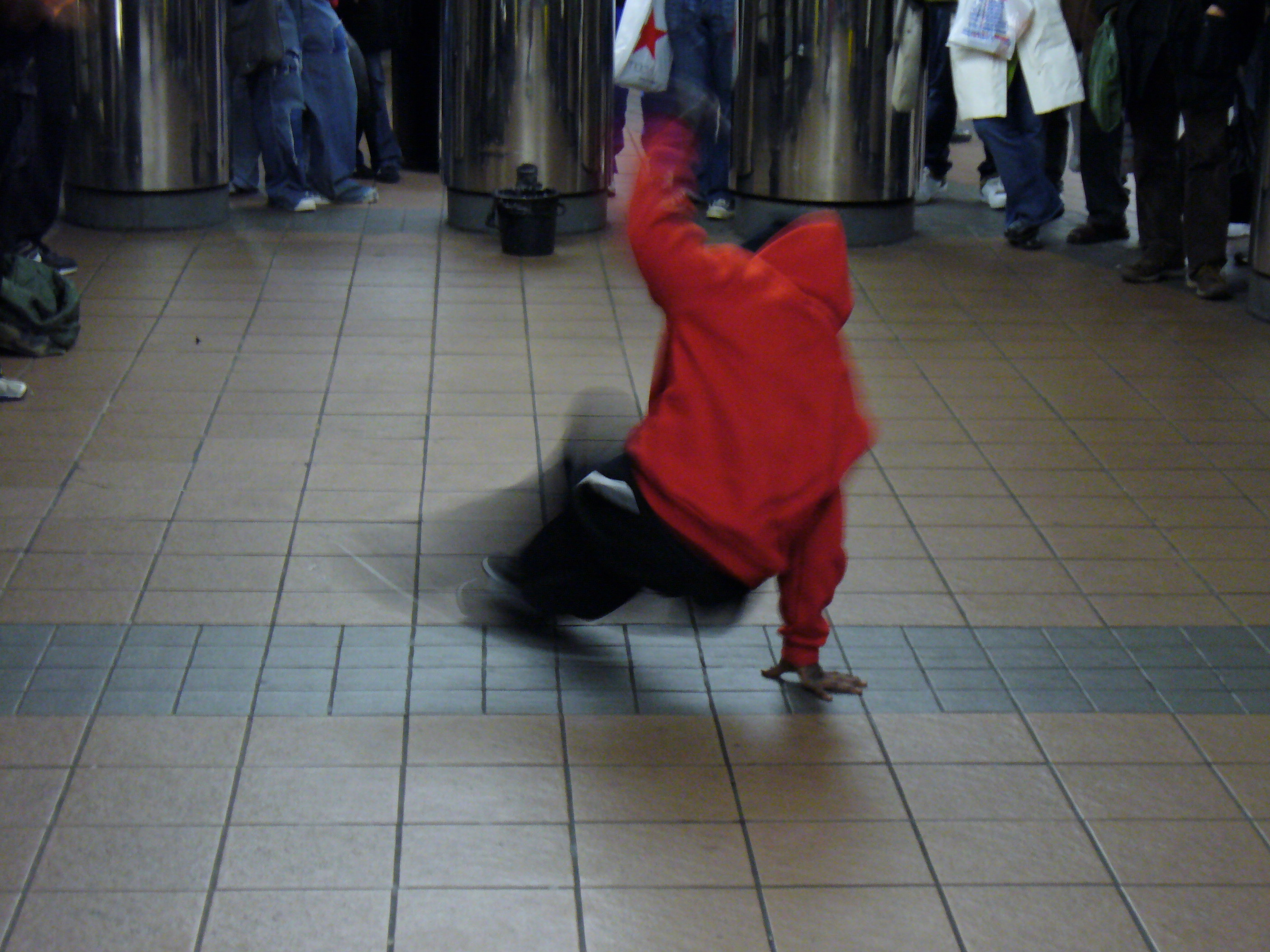
Breakdancer, New York

Breakdance, ook bekend als breaking als sport, of b-boying of b-girling, is een dansstijl. Breakdance vormt samen met rap, graffiti en dj'en de vier elementaire onderdelen van hiphop. Het dansen zelf wordt breakdancen of breakdansen genoemd.

## Geschiedenis
Breakdance is ontstaan eind jaren 1970, begin jaren 1980 in de zwarte achterstandswijken in New York. Dj’s in die tijd, zoals Afrika Bambaataa, Grandmaster Flash en DJ Kool Herc, begonnen draaitafels en een mixer te gebruiken om zo de break van een nummer eindeloos door te laten draaien (hier is de naam van afgeleid). Breakdance was uitgevonden om te dansen op deze nieuwe muziekstijl, die eerst bekendstond als electro, en zich later ontwikkelde tot hiphop en rap. De gettoblaster maakte het mogelijk om in de open lucht te breakdancen.
De dans heeft een veel verschillende soorten bewegingen, grofweg ingedeeld in top rock (staand dansen), footwork (vanuit gehurkte positie), powermoves en freezes (poses). Binnen break (en globaal bij hiphop) draait het om het hebben van een eigen stijl, originaliteit en expressie. Als één danser een move van een ander 'steelt' wordt dat biten genoemd. Binnen een battle wordt dit uitgebeeld door met beide armen op elkaar te slaan (het zou dus een mond voor moeten stellen). Originaliteit komt vaak terug in de hiphop.

## Battles
Een van de belangrijkste aspecten van breakdance zijn de battles. Hierin dansen twee of meerdere b-boys of b-girls tegen elkaar om te bewijzen wie het beste is. Dit wordt meestal door een jury (judge) bepaald. Bij de ouderwetse manier van jureren bestaat deze jury uit drie of vijf mensen. Na de battle, waarbij meestal van tevoren het aantal runs is afgesproken, wordt er tot drie geteld en dan moet de jury hun beslissing nemen. Elk jurylid kan individueel een stem uitbrengen door naar rechts of naar links te wijzen. Vaak hebben ze ook de mogelijkheid om onpartijdig te stemmen door hun armen te kruisen. In dat geval kan er dus een gelijkspel (tie) ontstaan. Hierop moeten de dansers nog een keer dansen, allebei krijgen ze meestal nog één run waarna opnieuw gestemd moet worden. Vaak heeft de jury dan geen mogelijkheid meer om te stemmen. 
Het nieuwe systeem is gebaseerd op vijf verschillende invalshoeken van breakdance: foundation (draait om de dans, stijl, voetenwerk, etc.), originality, dynamic (techniek), execution (hoe goed en clean was de run) en de laatste battle (het laten zien dat men beter is dan de ander). De jury geeft punten per invalshoek en de danser met de meeste punten wint. De jury bestaat meestal ook uit breakdancers die van tevoren een kleine run doen (showcase) om te laten zien wat ze zelf in huis hebben.

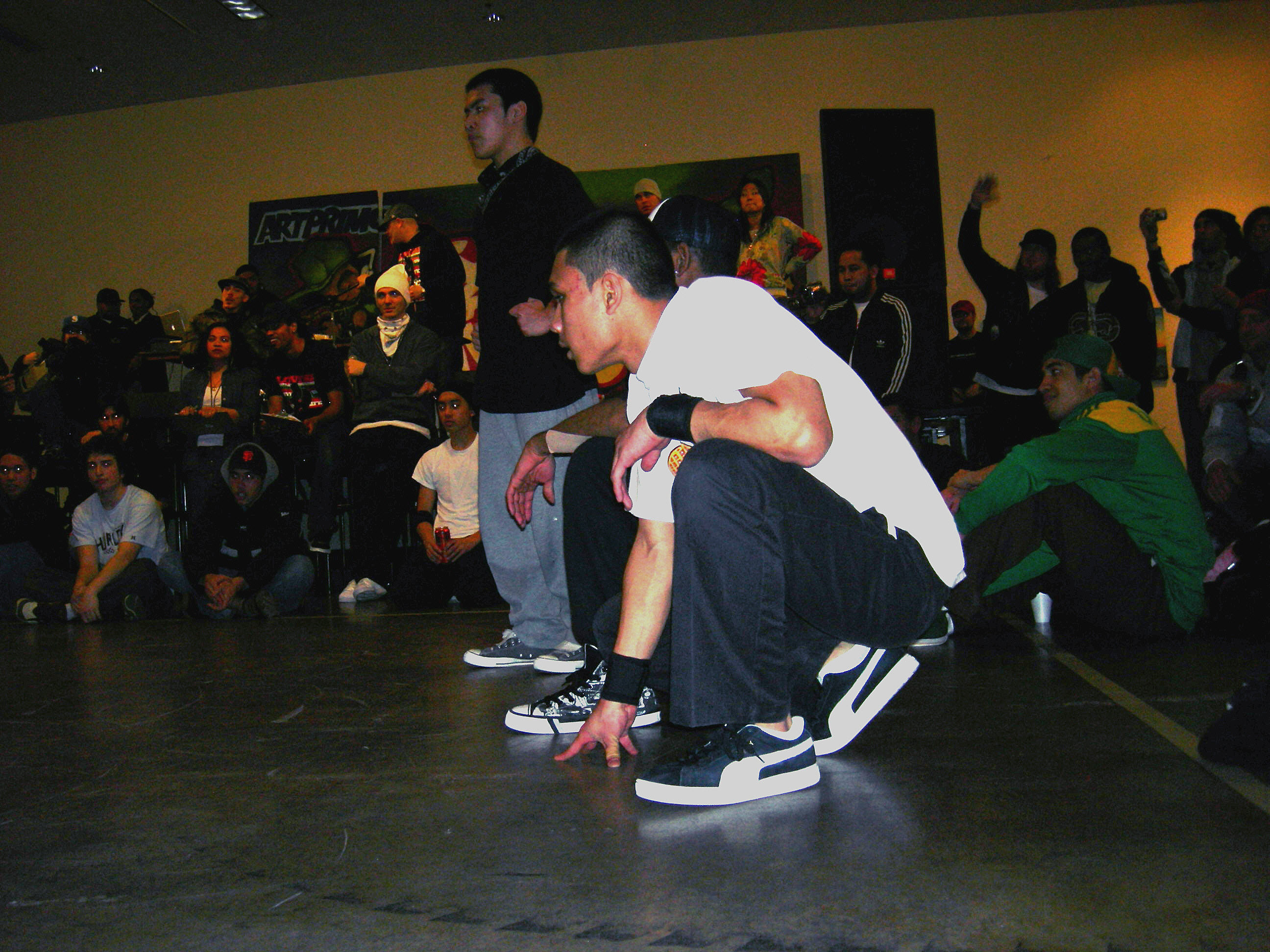
3on3 battle

Er zijn meerdere soorten battles. Hieronder staat een lijstje met veel voorkomende soorten battles:
- 1on1: 1 tegen 1, meestal wordt vooraf afgesproken hoeveel runs elke b-boy of b-girl heeft.
- 2on2: 2 tegen 2
- 3on3: 3 tegen 3
- crewbattles: crew tegen crew. Het maakt hierbij niet uit hoeveel leden er in een crew zitten, het kan dus voorkomen dat het 4 tegen 8 is. De duur van deze battles is vaak vooraf bepaald (bijvoorbeeld 5 minuten).
- Toprock battle: hierbij mogen de dansers enkel toprocken (zie onder Moves), de staande dans van de breakdance. Er mag dus geen footwork gebruikt worden.
- Powermove battle/exhibition battle: bij deze battles draait het om powermoves, de meest spectaculaire tak van de breakdance. Bij de exhibition battle is het aspect originaliteit extra belangrijk. Je laat zien wat voor nieuwe powermoves je hebt bedacht.
- Seven to smoke: in deze battle doen acht breakdancers mee. Zeven hiervan staan in een rij, en eentje aan de overkant. Het is 1 op 1, en als je wint dans je tegen de volgende uit de rij. De verliezer sluit achteraan. De battle duurt 20 minuten tenzij één danser het voor elkaar krijgt om 7 andere te verslaan (smoken). Als de battle na 20 minuten over is wint degene met de meeste punten (je krijgt dus een punt voor elke danser die je verslaat).
- Call out battle: bij deze vorm van battlen wordt er een persoon uitgedaagd zonder dat hij of zij hiervan op de hoogte zijn gebracht. Een onverwachte uitdaging oftewel een call out. Tijdens deze vorm van battlen is er ook geen sprake van een jury. Er zit ook geen tijdslimiet aan deze battle en bepalen de dansers zelf of ze stoppen of doorgaan.
- Octogon battle: midden op de dansvloer is met pylonnetjes en een lint een achthoek (Engels: octogon) uitgezet. De danser mag enkel hierin dansen. Zodra de danser uit de achthoek komt of de achthoek vervormt (door bijvoorbeeld een pylon aan te raken en deze te verschuiven) is deze gediskwalificeerd.

In een battle waarin vier of meer mensen dansen (oftewel alles wat niet 1on1 is), kunnen de dansers routines en commando's gebruiken. Een routine is een dans met 2 of meerdere dansers tegelijk (normaal gesproken dans je dus in je eentje), met de bedoeling te laten zien dat je ook samen met iemand anders on-beat kan dansen, het is een soort uitdaging naar de ander toe. Deze routines worden gekenmerkt door het show-effect, wanneer een crew een show moet maken worden veel van deze routines daar dan ook in verwerkt. Commando's zijn vooraf afgesproken bewegingen om de run aan jouw kant van de crew te houden. Als de ene danser bijvoorbeeld klaar is met dansen dan kan hij bijvoorbeeld een achterwaartse koprol doen, vervolgens springt een ander lid van zijn crew met een koprol in de dansvloer, waardoor de tegenpartij geen kans heeft gehad om te dansen en daardoor nog een set moeten wachten, wat natuurlijk nadelig is.

## Crews

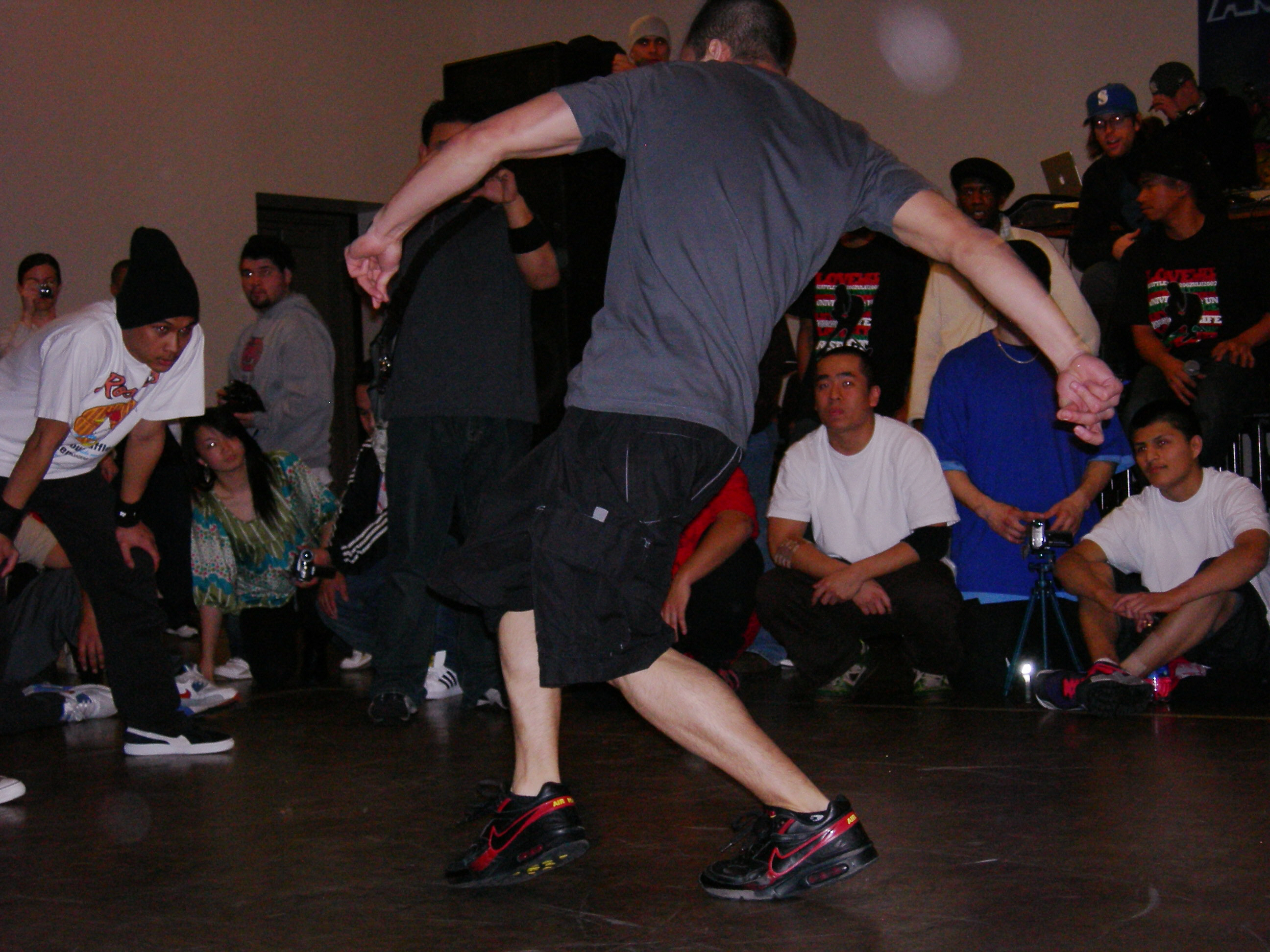
Een danser bezig met toprock

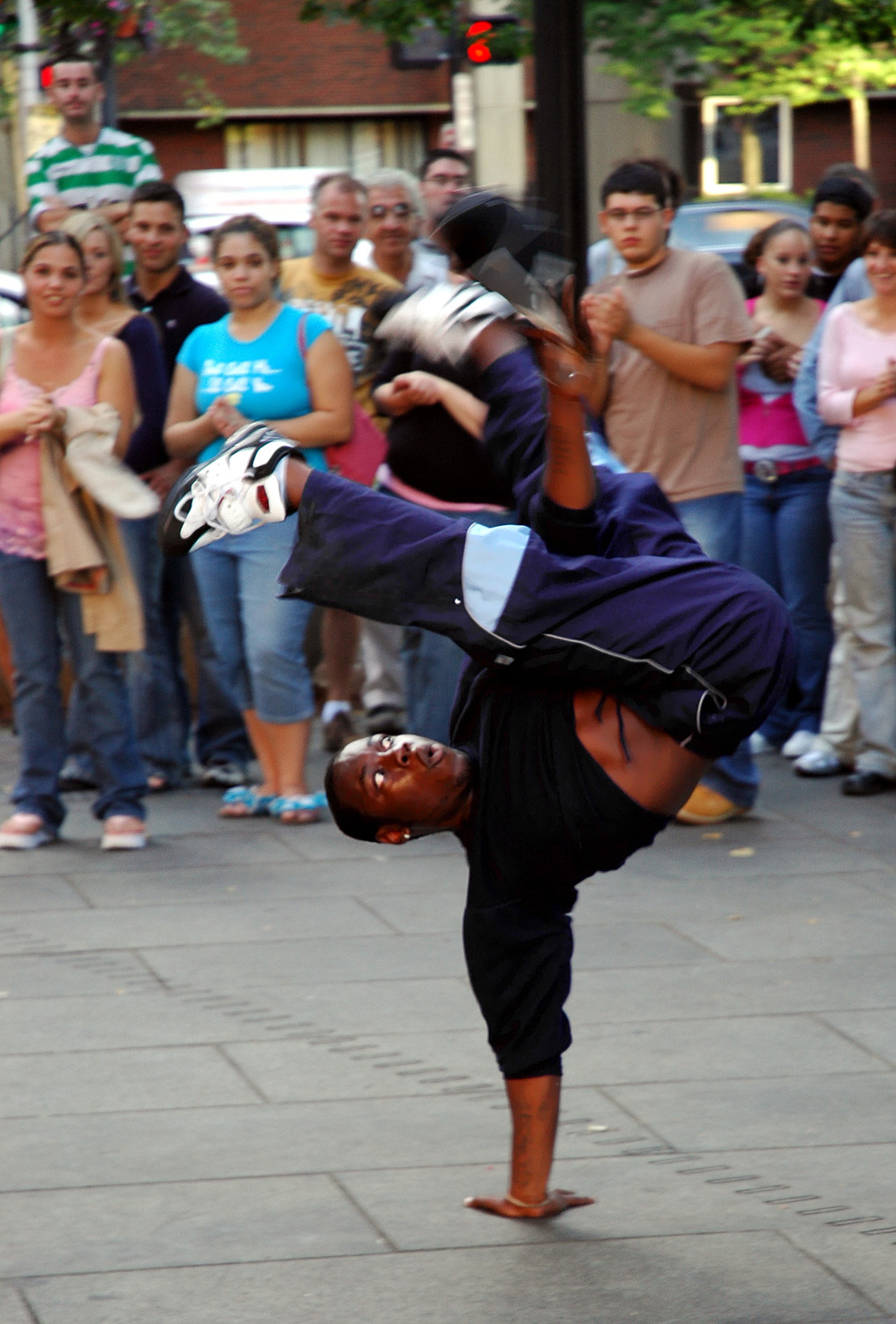
Een zogenaamde Pike-freeze

Crews zijn groepen dansers die samen meedoen aan battles, vaak samen trainen en/of shows doen. Sommige zijn enkel bezig met battlen, anderen doen juist voornamelijk shows. Een crew bestaat meestal uit rond de acht b-boys (b-girls). Vaak zijn deze crews ook actief buiten het battlen, bijvoorbeeld door les te geven of jams te organiseren. Bekende crews zijn onder andere:
- Rock Steady Crew
- Super Cr3w (winnaars tweede seizoen America's Best Dance Crew)
- Hustle Kidz (meerdere keren Nederlands kampioen, finalist eerste seizoen Holland's Got Talent)
- T.I.P. (eerste Zuid-Koreaanse crew (Zuid-Korea is een fenomeen binnen de breakdance))
- Groove Kings (Rotterdamse b-boy crew, o.a. finalist tweede seizoen Holland's Got Talent)
- The Ruggeds (eerste Nederlandse crew die de final van Battle of the Year wist te halen in 2013)
- Correct (meerdere keren Nederlands kampioen, finalist vierde seizoen Holland's Got Talent)

## Moves

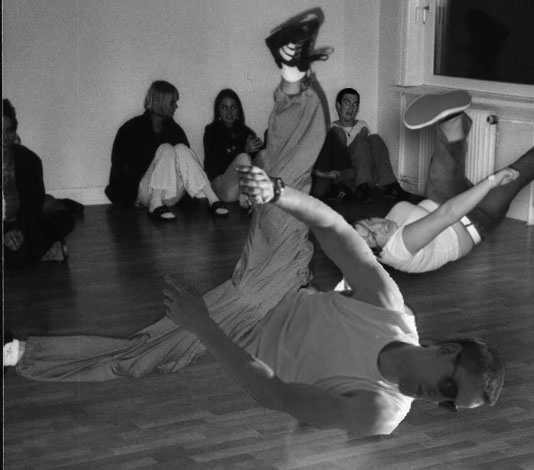
Een Windmill, een van de bekendste powermoves

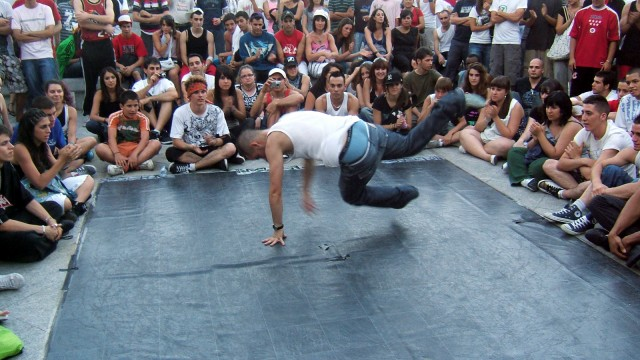
Footwork

Bij breakdance zijn ontelbaar veel verschillende moves ontwikkeld. Ze zijn op te delen in een aantal categorieën. Zo heb je het footwork waarbij het gaat om de snelle pasjes op handen en voeten over de grond, hierbij wordt vaak een cirkelvormige beweging gevolgd. Daarnaast heb je de toprocks. waarbij staand wordt gedanst. Belangrijk is het goed dansen op de muziek. De accenten zijn erg belangrijk en door het pakken van deze accenten (bijvoorbeeld door een beweging te maken precies op het accent) kan de 'status' van de danser stijgen. 
Een andere vorm van breakdance zijn de powermoves. Van deze moves zijn enkele voortgevloeid uit het turnen, bijvoorbeeld de flare. Het zijn acrobatische series waarbij vaak slechts met de handen en schouders de grond wordt aangeraakt. Veel setjes of runs bevatten freezes. Dit zijn momenten in de run dat de danser, met gebruik van de armen, niet meer beweegt ('bevroren' is). Deze vergen vaak veel kracht en zijn vaak variaties van de handstand.
Breakdance heeft allerlei bewegingen overgenomen uit onder andere traditionele Afrikaanse dans, Chinese vechtsporten en de Braziliaanse vechtsport capoeira. Enkele bekende breakdance-bewegingen zijn:
- Freeze
- Headspin
- Windmill
- Flare
- toprock
- Swipe
- Sixstep
- Airflare of thomas (vernoemd naar Thomas Flare)

Deze 'moves' worden midden in een 'run' gebruikt. De run begint met de toprock.
Verwante dansstijlen aan breakdance zijn:
- Popping
- Locking
- Electric boogie

## Breakdancen in de populaire cultuur
Tijdens de breakdance-rage in de jaren 80 werden meerdere films over breakdancen gemaakt:
- Wild Style (1982)
- Breakin' (1984)
- Breakin' 2: Electric Boogaloo (1984)
- Beat Street (1984)
- Delivery Boys (1985)

Breakdancen is ook regelmatig te zien in muziekvideoclips. Malcolm McLarens Buffalo Gals (1982) was de eerste clip waarin breakdancen te zien was. In 1997 zorgde de videoclip van een house-remix van Run-D.M.C.'s It's Like That voor een nieuwe breakdance-rage.

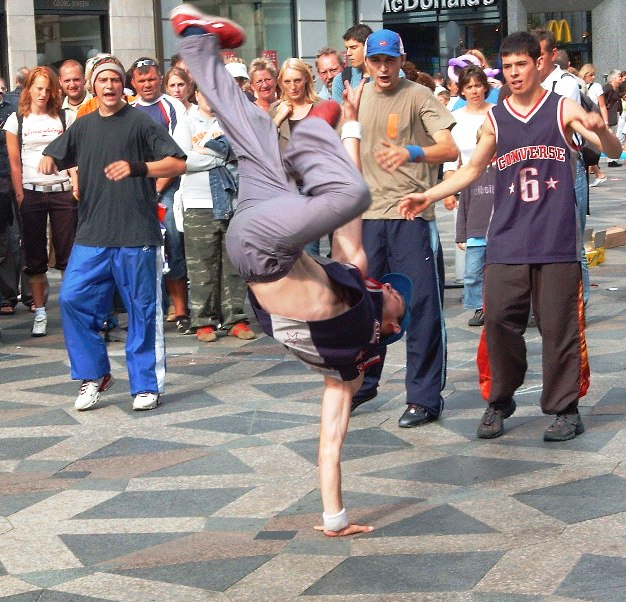
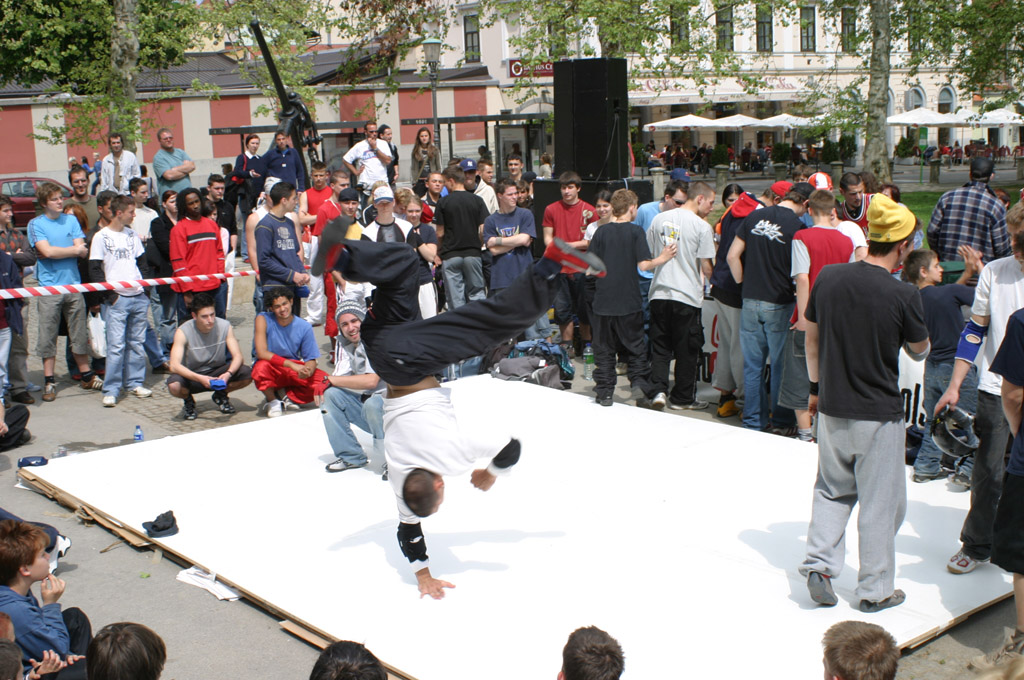
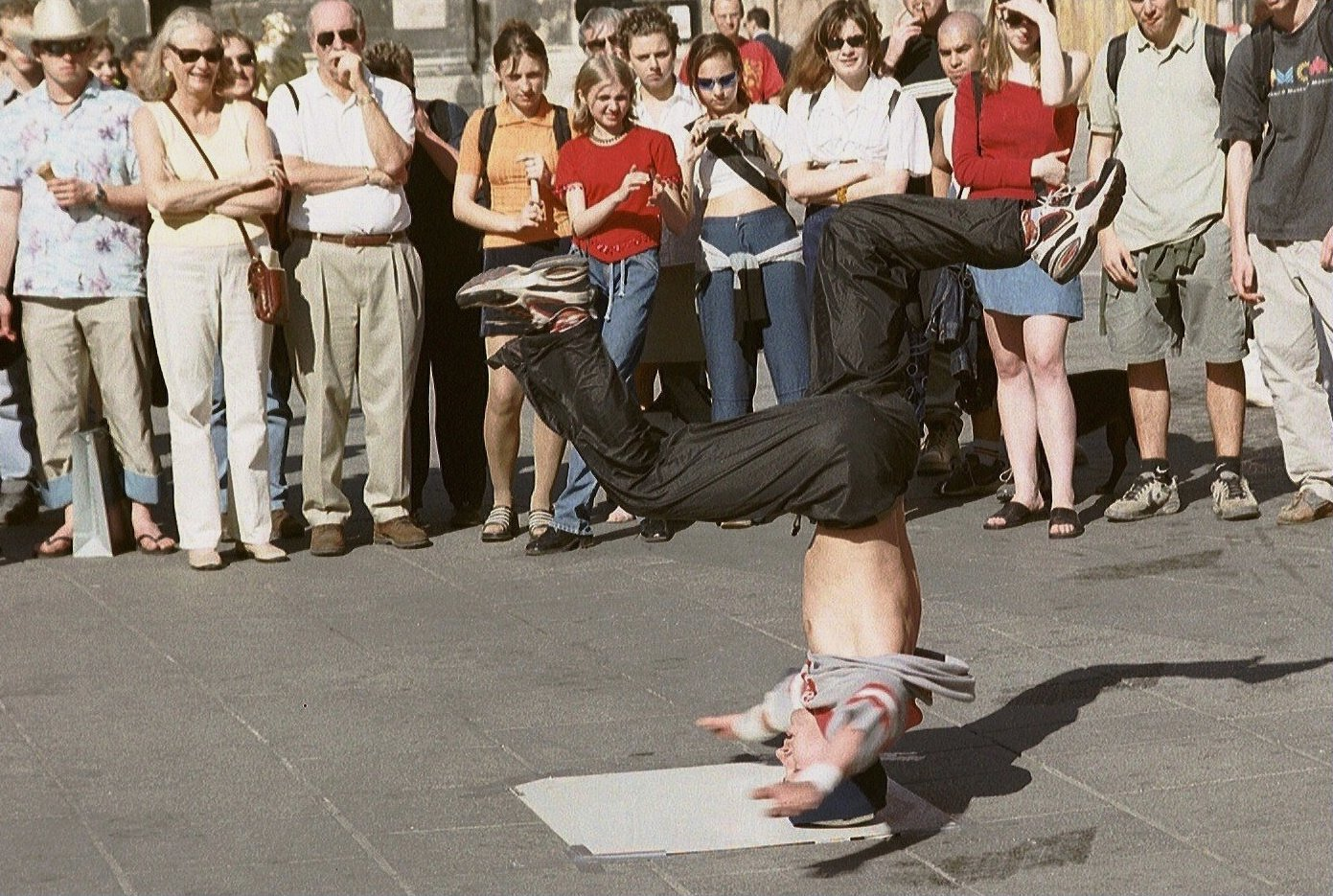

## Competities
Breakdance wordt in competities "breaking" genoemd. Sinds 2019 organiseert de World DanceSport Federation (WDSF) kampioenschappen breaking. In 2024 was de danssport een officiële olympische discipline. Op de Olympische Zomerspelen 2024 in Parijs zijn twee competities van breaking georganiseerd.